# Orthia lethe
Orthia lethe är en fjärilsart som beskrevs av Felder 1868-1874. Orthia lethe ingår i släktet Orthia och familjen nattflyn. Inga underarter finns listade i Catalogue of Life.